# İlkan
İlkan ist ein türkischer männlicher Vorname und Familienname.

## Namensträger

### Vorname
- İlkan Karaman (1990–2024), türkischer Basketballspieler

### Familienname
- Ahmet Selçuk İlkan (* 1955), türkischer Lyriker und Liedtexter